# Iwan Zwetkow (Radsportler)
Iwan Stanoew Zwetkow (bulgarisch Иван Цветков; * 13. September 1951) ist ein ehemaliger bulgarischer Radrennfahrer.

## Sportliche Laufbahn
Iwan Zwetkow war Teilnehmer der Olympischen Sommerspiele 1972 in München. Dort bestritt er mit dem bulgarischen Vierer die Mannschaftsverfolgung und wurde mit seinem Team (mit Nikifor Mintschew, Plamen Timtschew und Dimo Angelow Tontschew) als 5. klassiert. In der Einerverfolgung schied er im Vorlauf aus. Er startete für den Verein ZSKA Sofia.